# Ляота
Ляота е планина в централната част на Румъния, северно от град Търговище. Част е от Южните Карпати и граничи с планината Бучеджи на изток и Пятра Краюлуй на запад.
Най-високата точка е пирамидообразният връх Ляота (2133 м). В планината се разкрива пейзаж на гъсти елови гори, обитавани от много диви животни. В Ляота почти няма туристи.